# Ère Shōchō
L'ère Shōchō (正長) est une des ères du Japon (年号), nengō, littéralement « le nom de l'année », suivant l'ère Ōei et précédant l'ère Eikyō. Cette ère couvre la période allant du mois d'avril 1428 au mois de septembre 1429. Les empereurs régnants sont Shōkō-tennō (称光天皇) et Go-Hanazono-tennō (後花園天皇).

## Changement de l'ère
- 1428 (Shōchō gannen 正長元年) : Le nom de la nouvelle ère est créé pour marquer un événement ou une succession d'événements. La précédente ère se termine quand commence la nouvelle, en Ōei 35.

## Événements de l'ère Shōchō
- 3 février 1428 (Shōchō 1, 18e jour du1re mois) : le shogun Ashikaga Yoshimochi meurt à l'âge de 43 ans[3].
- 30 août 1428 (Shōchō 1, 20e jour du 7e mois) : Shōkō meurt à l'âge de 27 ans[4].
- Août à Septembre 1428 Rébellion de Shōchō par les bashaku d'Otsu et Sakamoto dans la Province d'Ōmi.
- 27 septembre 1428 (Shōchō 1, 29e jour du 7e mois) : Go-Hanazono accède au trône à l'âge de 10 ans[5].

| Shōchō    | 1re  | 2e   |
| Grégorien | 1428 | 1429 |